# Romitia juquiaensis
Romitia juquiaensis là một loài nhện trong họ Salticidae.
Loài này thuộc chi Romitia. Romitia juquiaensis được María Elena Galiano miêu tả năm 1995.